# Kvantitativ metode
Kvantitativ metode er en samlebetegnelse over en række metoder, der bygger på indsamlingen og analysen af kvantitative data, typisk i numerisk form. Det betyder, at man typisk tal til at måle mængder, størrelser, andele og lignende. Ved hjælp af en række statistiske analysemetoder, kan man lave beregninger til eksempelvis at sammenligne, forudsige eller præsentere fænomenet, man undersøger. Man inddeler den kvantitative metode i to trin: For det første skal data indsamles eller produceres, og for det andet skal data analyseres og/eller præsenteres.
De kvantitative metoder er især udbredt i natur- og samfundsvidenskaberne, men også dele af den humanistiske forskning er kvantitativt funderet.

## Et modstykke til den kvalitative undersøgelse
Modsat kvalitative undersøgelser bygger kvantitative undersøgelser som regel på relativt få variable, der måles hos en relativ stor stikprøve fra den samlede population. Hvis man som biolog er interesseret i at undersøge sammenhængen mellem jordens surhedsgrad og plantevækst, er det eksempelvis muligt udelukkende at måle jordens pH og planternes højde. Denne kvantitative undersøgelse bygger således kun på to variable, men for at kunne lave så valide statistiske beregninger på empirien, gentages opmålingen 1000 gange.
Heroverfor står den kvalitative undersøgelse, der baserer sig på relativt mange variable og relativt få undersøgelsesgenstande. Dette åbner for at undersøge komplekse sammenhænge og dynamikker. Kvalitative forskningsinterviews i samfunds- og humanvidenskaberne er et eksempel på en sådan metode. Her interviewes der som regel mellem 20 og 100 informanter, der alle giver komplekse svar på en række spørgsmål. Kun igennem fortolkning af meningen bag, kan man forholdet sammenhænge mellem svarerne og begreberne, man undersøger.

## Kvalitetskriterier
Mange kvantitative undersøgelser bygger på en realistisk grundantagelse, hvor det undersøgte findes uafhængigt af forskeren, der sigter efter at undersøge verden så objektivt som muligt. På samme måde som en kemiker stikker et temperatur i en væske, forsøger mange også i samfundsvidenskaben at stikke et apparat ind i det sociale for at måle på det, men det viser sig ofte at være en anelse mere kompliceret end som så. Det sociale er ikke et fysisk fænomen, som væsken er for kemikeren.:153  For at vurdere om kvantitative undersøgelser lever op kravene i det realistiske paradigme, arbejder man med to centrale begreber.

### Validitet
For det første findes der spørgsmålet om validitet. På dansk bruges også begrebet gyldighed nu og da. Ved at spørge om en undersøgelse er valid, spørger man de facto om man med undersøgelsen rent faktisk måler på det fænomen, man ønsker. For kemikeren kan det synes ligetil. Ønsker man at måle surhedsgraden bruger man indikatorpapir til at fastlægge en væskes PH-værdi. For sociologen er der imidlertid ikke altid ligetil. Ønsker man at måle den sociale tæthed i et samfund, kan man eksempelvis tælle op hvor mange, der bor på et geografisk afgrænset område, men indfanger bedst den sociale tæthed? Hvis vi sammenligner to samfund, der bor på to øer, hvoraf den ene er stor og den anden er lille. Da der bor 100 mennesker på begge øer, vil man umiddelbart mene, at den lille ø med en derefter højere befolkningstæthed har en højere social tæthed, men hvis de på den lille ø ikke gider at snakke med hinanden og generelt passer sig selv, hvor de på den store ø i høj grad samarbejder, kan man argumentere for, at den sociale tæthed alligevel er højere på den store ø. Denne form for indholdsvaliditet dækker over overensstemmelsen mellem teoretisk og operationel begrebsdefinition.:154 
Selvom den naturvidenskabelige undersøgelse virker mere simpel, når det kommer til validitet, betyder det imidlertid ikke, at det ikke er relevant at holde sig for øje. Måler man temperaturen er det vigtigt, at termometret rent faktisk kan afspejle den faktiske temperatur, men hvordan sikrer man sig det i praksis? En måde at sikre en høj grad af validitet er at lade andre forskere gentage forsøget uafhængigt af den første undersøgelse med nye instrumenter, for at tjekke om man kommer frem til samme resultat. Det gælder også i samfundsvidenskaben, men her kommer validiteten ofte an på de teoretiske antagelser, der ligger til grund for metoden. I eksemplet med social tæthed overfor vil man godt kunne argumentere for både høj og lav validitet alt efter begrebsdefinition. Det er derfor vigtigt altid at gøre det klart over for modtageren af undersøgelsens konklusioner præcis hvad, der menes med begreberne, og grunddigt redegøre for og diskutere metodens gyldighed i besvarelsen af forskningsspørgsmålet. Der er derfor heller ikke nødvendigvis dårlig metode, men der skal være overensstemmelse mellem det fænomen, man ønsker at undersøge, og det fænomen, man rent faktisk undersøger, hvilket i højere grad er afhængigt af valget af metode frem for metoden i sig selv.

### Reliabilitet
For det andet findes der spørgsmålet om reliabilitet, hvilket også kaldes pålidelighed. Da der i kvantitative undersøgelser mere eller mindre altid flere respondenter eller genstande, der måles på, er det centralt at sikre sig, at man måler ens i alle tilfælde. En måde at tjekke om, en undersøgelse er pålidelig, er ved at foretage samme måling flere gange på samme genstand. Hvis en geolog ønsker at finde frem til vægten på en sten, er det oplagt at begynde med at veje den på en vægt. Hvis man gentager dette, og stenen nu tilsyneladende har ændret vægt, er det sandsynligt, at vægten ikke er pålidelig. 
Reliabilitetskriteriet er ligesom validitetskriteriet umiddelbart simpelt, men det kan få afgørende betydning i komplekse undersøgelser. Når man i naturgeografien konkluderer, at verdens gennemsnitstemperatur er stigende, afhænger dette af pålidelige målinger af temperaturen. I praksis foregår det ved at samle temperaturdata fra en række vejrstationer over hele jorden for at udregne et gennemsnit. Dette sammenlignes over tid, for at udlede hvor meget temperaturen falder eller stiger. Hvis nogle af termometrene er defekte eller systematisk måler temperaturen forskelligt, bryder det med reliabilitetskriteriet. Derudover blandes målinger med termometre med andre proxy-data fra eksempelvis iskerneboringer, fra hvilke det er muligt at udlede temperaturen for perioder før, man begyndte den systematisk indsamling af temperaturdata. Også her er det vigtigt, at man med iskerne-metoden måler temperaturen på samme måde, som med nutidige termometre. 
I humanvidenskaberne er kvantitative undersøgelsers reliabilitet også en kompleks problematik, da mennesker har bevidsthed og derfor kan opfatte verden forskelligt. Stiller man en gruppe respondenter en række spørgsmål i et spørgeskema, er det ikke nok, at spørgsmålene er ens. De skal også forstås ens. Hvis man er hyret af en chokoladeproducent til at undersøge danskernes favoritchokolade, er det problematisk blot at spørge hvilken chokolade, respondenten foretrækker. Hvis der eksempelvis er forskel på hvor lang tid siden, respondenten sidst har spist chokolade, må det forventes, der også er forskel på, hvor tydeligt et indtryk respondenterne har af chokolade i almindelighed. Respondenter, der spiste chokolade i går, har forventeligt en klar ide om, hvilken chokolade, respondenten foretrækker, mens respondenten, der sjældent spiser chokolade, er afhængig af sin hukommelse. Der er således forskel på svarenes troværdighed, da respondenterne ikke svarer med samme udgangspunkt. Man bør derfor stille krav til undersøgelsesdesignet, som skal tage højde for menneskets bevidsthed. I chokolade-undersøgelsen kan man lade respondenterne spise et udvalg på 10 chokolader inden, der spørges hvilken chokolade, respondenten foretrækker, hvilket giver alle respondenter samme forudsætninger for at besvare spørgsmålet.

### Forskerens position
Begrebet pålidelighed kan ikke blot knyttes til forskningsmetoden; det kan også knyttes til forskeren, der har gennemført undersøgelsen. Det drejer sig både om den pågældendes objektivitet og dennes forforståelse for emnet. I yderste konsekvens kan det føre til en anklage for plagiat eller manipulation af de indsamlede data.

## Samfundsvidenskab
I samfundsvidenskaberne, hvor analyseobjekterne er mennesker, menneskers adfærd, det sociale og samfund, bruges den kvantitative metode typisk, hvis man i undersøgelsen ønsker at generalisere og forudsige. Kvantitativ data skal forsøge at afspejle menneskers adfærd, så validt så muligt. Dette er imidlertid en kompleks opgave, da en variabel, dvs. den egenskab, man måler på, ikke altid afspejler det begreb, man ønsker at undersøge, perfekt.:43  Et eksempel på dette er lykkelighedsundersøgelserne, der laves årligt. Her forsøger man at måle graden af lykke i en række samfund ved at måle på en række variable herunder indkomst, forventet levetid, social pleje, frihed, tillid og generøsitet. Spørgsmålet er om disse faktorer er mest dækkende for det samlede begreb lykke. På den måde er kvantitative undersøgelser kun så valide, som den specifikke metode åbner op for. 